# Veverské Knínice
Veverské Knínice – gmina w Czechach, w powiecie Brno, w kraju południowomorawskim. 1 stycznia 2014 liczyła 939 mieszkańców.